# Nicholas Plunkett
Nicholas Plunkett (1602–1680) fue el abogado que junto al obispo Nicholas French y el abogado Patricio D'arcy, colaboró en la elaboración de la Confederación de irlandeses católicos para hacer frente a la rebelión que azotó a la isla de Irlanda e 1641. 

## Biografía
Era hijo de Christopher Plunkett y de Jane Dillo. Con 20 años viajó a Londres para formarse como abogado en Gray's Inn, finalizando su preparación en King's Inn en Dublín. En 1630 estableció una floreciente práctica legal: Los intentos de Thomas Wentworth, conde de Strafford para confiscar los estados irlandeses aseguraron la demanda de sus servicios. Por esos días llegó también a ser miembro del Parlamento irlandés.
Al comienzo de la rebelión intentó mantenerse neutral, pero a mediados de 1642 las tropas parlamentarias del gobierno inglés incendiaron y saquearon su hogar, por lo que se unió a los dirigentes de los insurgentes irlandeses. Llevó a cabo un prominente rol en la fundación de la confederación, presidiendo el primer encuentro de la asamblea confederada y también fue miembro del Consejo Supremo Confederado. (Uno de los seis miembros que representaban a la provincia de Leinster) También fue proclamado inspector general de la confederación.